# Цетинска култура
Цетинска култура је енеолитска и бронзанодобна култура, распрострањена у Далмацији, Херцеговини и јужној Босни.

## Распрострањеност
Највећа концентрација налазишта је око горњег тока реке Цетине, где је ову културу открио Иван Маровић. У Босни и Херцеговини нема ширих подручја ове културе. Њена налазишта расејана су на већем броју тачака, често на истом месту где су налазишта Посушке културе: градина Kрстина код Посушја, Равлића пећина у Тихаљини (Љубушки), Орах код Билеће, Љубомир код Требиња, Градац у Kоторцу, и неки тумули на Гласинцу (Врлажје, Русановићи).

## Периодизација
Јавља се почетком раног бронзаног доба на супстрату створеном од носиоца коме припада становништво Хварско-лисичићке културе и досељеници јадранске варијанте Вучедолске културе, које је било делимично индоевропеизирано.
По периодизацији дели се у три фазе:
- Прва фаза је прелаз из енеолита у млађе бронзано доба
- Друга фаза је у оквиру раног бронзаног доба (Бр. А-1 и А-2 средњоевропске шеме
- Трећа фаза је прелаз из раног у средње бронзано доба (А-2/Б-1) –свеукупно од 2200 – 1500. год. п.н.е.

## Налази
Насеља су обично у пећинама (Шкарин самоград крај Дрниша, Гудња крај Стона), ређе на брежуљцима, у градинама. Тумулус је главни облик гробног споменика. Позната су оба ритуса: инхумација (обично у каменој шкрињи) и инцинерација где су остаци покојника положени у глинене посуде.
Од прилога се налазе камени и бронзани бодежи (који су импорти, те одају ширину трговачких веза цетинске културе у зениту њеног постојања), бронзане секире, бронзани и златни накит, те керамичке посуде. Kарактеристична керамика су орнаментирани врчеви на високој шупљој нози.
Уломци керамике расути по тумулу потичу од разних обреда приликом сахране.